# Sudanell
Sudanell község Spanyolországban, Lleida tartományban. Sudanell Lleida, Torres de Segre, Alcarràs, Sunyer és Montoliu de Lleida községekkel határos. Lakosainak száma 897 fő (2024).

## Népesség
A település népessége az utóbbi években az alábbiak szerint változott:
| Lakosok száma | 130  | 761  | 760  | 718  | 816  | 774  | 887  | 872  | 853  | 897  |
|               | 1717 | 1887 | 1936 | 1960 | 1986 | 2004 | 2009 | 2014 | 2019 | 2024 |